# Gusztáv + 1 fő
A Gusztáv + 1 fő a Gusztáv című rajzfilmsorozat első évadának nyolcadik epizódja.

## Rövid tartalom
Gusztáv képzeletben keményen megleckézteti szemtelenkedő útitársát.

## Alkotók
- Rendezte: Szabó Sipos Tamás
- Írta: Nepp József, Szabó Sipos Tamás
- Zenéjét szerezte: Pethő Zsolt
- Operatőr: Harsági István
- Hangmérnök: Bélai István
- Vágó: Czipauer János
- Háttér: Pomázi Lajos
- Rajzolták: Bordi Ferenc, Kiss Ilona, Szombati Szabó Csaba
- Színes technika: Dobrányi Géza, Kun Irén
- Gyártásvezető: Bártfai Miklós, László Andor

Készítette a Pannónia Filmstúdió.